# Зайцев Павло Іванович
Павло́ Іва́нович За́йцев  (23 вересня 1886, Суми — †2 вересня 1965, Мюнхен) — український учений-літературознавець і культурно-громадський діяч, член Української Центральної ради. Начальник культурно-освітнього відділу Армії УНР. Брат активіста Сумського проводу ОУН (революційної) Олександра Зайцева.
Автор однієї із найвідоміших біографій Шевченка «Життя Тараса Шевченка».

## Біографія
Народився у сім'ї поміщиків-дворян с. Бездрик під Сумами. Батько — Іван Арсенійович Зайцев — був заступником директора Сумської гімназії, мати — донька путивльського купця, Ольга Василівна Комарова. Баба його — Анастасія Іванівна Алфьорова — була правнукою полкового осавула Сумського козацього полку.
Після закінчення Олександрівської гімназії м. Суми у 1904 р. вступив на юридичний факультет Санкт-Петербурзького університету. У 1909 р. отримав диплом юриста, продовжив навчання там же на історико-філологічному факультеті, який закінчив у 1913 р. Ще студентом почав друкувати свої літературознавчі статті. З 1904 р. — член української громади та місцевого осередку РУП, а з 1907 р. — активний діяч місцевої громади ТУП. Був викладачем історії у петербурзькій гімназії «Человеколюбивого общества» (1913—1917 рр.), а в 1915—17 рр. викладав українську літературу на нелегальних університетських курсах. У квітні 1917 р. Тимчасовий уряд призначив його косівським повітовим комісаром на Підкарпатті. Від Петроградської української громади обраний членом Центральної Ради. 15 вересня 1917 р. очолив канцелярію Генерального секретаря у справах освіти, з 1918 р. — директор департаменту загальних справ Міністерства освіти при уряді гетьмана П. Скоропадського.
Одночасно півпрацював у кількох наукових установах та видавництвах: редагував журнал «Наше минуле» (1919), був редактором видавництва «Друкарь» (1919—1920) у Києві, 1919 р. редагував «Записки історично-філологічного відділу УАН», у лютому 1919 затверджений помічником головного редактора усіх видань Першого (історико-філологічного) відділу Всеукраїнської Академії наук. У 1920—1921 рр. — головнокеруючий справами мистецтва і національної культури, а також тимчасовий виконувач обов'язків керуючого справами Міністерства преси і пропаганди УНР.

У 1919 році учений змушений був покинути Київ. У цей час він активно включається у визвольні змагання українського народу. У травні 1920 — у складі секції освіти й культури Українського Громадянського Комітету — як товариш В. К. Прокоповича. В 1920 році — начальник культурно-освітнього відділу Армії УНР. 1921 р. виїхав до Польщі, де був членом Ради УНР у Тарнові, викладав у Варшавському університеті, був співробітником Українського Наукового інституту (Варшава).
1923-го його дружину, Валентину, як агента НКВС було викрито М. Чеботарівим.У 1938 р. обраний дійсним членом Наукового товариства імені Т. Г. Шевченка. З 1941 до 1945 року очолював перекладацький штаб спецвідділу «Вінета» Східного відділу Міністерства просвіти та пропаганди Райху. По війні жив у Німеччині, пізніше — у Канаді й Америці, був професором Українського вільного університету (Мюнхен). В 1965 р. вчений знайшов вічний спочинок в Мюнхені на цвинтарі Вальдфрідгоф. За деякими відомостями його могилу втрачено.

## Наукова діяльність
Павло Зайцев як літературознавець сформувався ще у Петербурзі й Україні. Майже все своє наукове життя він присвятив дослідженню життєвого і творчого шляху Тараса Шевченка, став одним із провідних шевченкознавців ХХ ст. Розшукав і опублікував багато невідомих творів, листів і документів до біографії Шевченка, дослідив ряд проблем життя і творчості поета («Російські поеми Т. Шевченка», 1913; «Перше кохання Шевченка», 1914; «Тарас Шевченко. Короткий нарис життя», 1920; «Шевченко і поляки», 1934, польською мовою), 1914 року підготував за прижиттєвими виданнями й автографами і випустив у Петербурзі «Кобзар». У 20-30-х роках Зайцев працював над підготовкою повного видання творів Т. Г. Шевченка у 16 томах (Варшава, 1934—1939, не вийшов 5-й том). Для цього видання вчений здійснив текстологічну підготовку творів Шевченка, розробив науковий апарат і написав низку ґрунтовних статей. Це зібрання творів Шевченка вважається одним із кращих у шевченкознавстві, увійшло до історії літератури під назвою «Видання П. Зайцева».
До 100-річчя з дня народження Т. Шевченка варшавське видання було перевидано у США факсимільним способом у вигляді 14-томного видання творів Т.Шевченка (Чикаго, 1961—1962). Воно мало додаткові (порівняно з львівсько-варшавським виданням) коментарі та наукові статті, які підготували Б. Кравців, Д. Чижевський, Л. Білецький, Ст. Смаль-Стоцький, Р. Смаль-Стоцький, Т. Осьмачка, Д. Антонович та ін. Також було використано шевченкознавчі праці П. Куліша, І. Франка, М. Грушевського, С. Єфремова та ін. Перший том цього повного видання містив монографію П. Зайцева «Життя Тараса Шевченка» — плід довголітньої наукової роботи вченого. Праця була написана ще до другої світової війни в процесі роботи у Варшавському університеті. Книжка друкувалася у Львові 1939 року, але світу не побачила: весь готовий наклад було знищено більшовиками після окупації Львова у вересні 1939 року. Уціліло лише кілька примірників. За цим текстом вийшла книжка «Життя Тараса Шевченка» (Нью-Йорк; Париж; Мюнхен, 1955). Вона перекладена також англійською мовою (перекладач Ю. Луцький) і видана в Канаді у 1988 році.

## Значення дослідницької роботи
Дослідження П. Зайцева завершене 1939 року, а отже й відбиває тогочасний рівень шевченкознавства і оперує тим фактичним матеріалом, що був опублікований до того часу. Та книга не втратила свого наукового значення, Написана на підставі першоджерел, на високому професійному рівні, без загальних місць і ідеологічної заданості, вона є видатним досягненням шевченкознавства, всебічно простежує життя Шевченка, глибоко аналізує його творчу спадщину, Вона значно доповнює, поглиблює й інтерпретує на вищому рівні життєпис Шевченка, відомий раніше з книг М. Чалого й О. Кониського.

## Окремі видання
- Зайцев П. Оксана. Перше кохання Шевченка / Павло Зайцев, [худ. Г. І. Нарбут]. — Київ: Печатня вид. Товариства «Друкар», 1918. — 31, [1] с.
- Зайцев П. Тарас Шевченко: Короткий нарис життя. К., 1920.
- Zajcew P. Szewczenko i polacy. Warszawa, 1934. — 83 s.
- Зайцев П. Життя Тараса Шевченка. — Нью-Йорк ; Париж ; Мюнхен, 1955. — 399 с.
- Зайцев П. Життя Тараса Шевченка / Передм. М. Глобенка; Післямова О. Мишанича. — 2-е вид. — Київ: Обереги, 2004. — 480 с.
- Зайцев П. Рецензія на збірку О. Лятуринської «Гусла» // Ми. — 1939. — Ч. 4. — С. 107.

## Вшанування
6 березня 2014 року на запрошення керівництва міста Суми та педагогічного колективу Олександрівської гімназії архієпископ Сумський і Охтирський Мефодій й духовенство взяли участь у відкритті меморіальної дошки професору Павлу Зайцеву, котрий в цій гімназії навчався.
Художник-графік Микола Михайлович Бондаренко створив портрет П. І. Зайцева, надрукований в альбомі «Корінням із Сумщини».
На честь Павла Зайцева названо одну з вулиць міста Суми.